# Horváth Jenő (zenész)
Horváth Jenő (Dés, 1900. január 2. – Szolnok, 1919. augusztus 1.) magyar zenész, dalszerző.

## Életút, pályája
Egy erdélyi muzsikus cigány-család hatodik gyermeke. Zenei tehetsége már nagyon korán megmutatkozott. Édesapja tanította hegedülni és nyolcévesen már közönség előtt is fellépett. Családjával Erdély számos települését bejárta. Tíz és tizenhat éves kora között különböző cigányzenekarokban játszott prímásként. Már ekkor kitűnt szenvedélyes előadásmódjával és rendkívüli improvizációs képességével. Mások művei mellett saját szerzeményei is voltak, melyekhez szöveget is költött, de mivel a kottát nem ismerte és nem jegyezte le őket, így ezekből csak nagyon kevés maradt fenn. 1916-ban az erdélyi román betörés elől családja egy részével Budapestre költözött. Itt érte az első világháború vége és az 1918-1919. évi forradalmak. A Tanácsköztársaságnak lelkes híve lett és aktívan részt vett annak propaganda tevékenységében. 1919 májusától augusztusig vidéki toborzókörutakon szuggesztív előadásmódjával, virtuóz hegedűjátékával és hatásos toborzódalaival (melyeket ő énekelt el) igyekezett az embereket a Vörös Hadseregbe való belépésre ösztönözni. 1919 augusztus elsején részt vett a Szolnok környékén lezajlott románok elleni harcokban, ahol életét vesztette.

## Művei
- Havasok, havasok. (Csak a szövege maradt fenn töredékesen)
- Ha bor van... (Csak a szövege maradt fenn töredékesen)
- Sirató. (1916)
- Még azt mondják, picike babám. (Feltételezhetően az ő műve. 1916-1918 között.)
- Kun Béla most azt üzente. (1919)
- Fel, fel vörösök. (1919)
- Gyere vár a hadsereg. (1919) (Ennek a dalnak további érdekessége, hogy 1929-ben egy amerikai cég – persze más szöveggel – reklámzenéjül választotta, ezáltal az USA-ban és Kanadában nagy ismertségre tett szert.)